# Olga Boznańska
Olga Boznańska (Cracòvia, 15 d'abril de 1865 – París, 26 d'octubre de 1940) va ser una pintora polonesa.

## Biografia
Olga Boznańska era filla d'Adam Nowina Boznański, un enginyer de ferrocarril polonès, i Eugenia Mondan, ciutadana francesa. La primera persona que la va inspirar per dedicar-se a l'art va ser la seva mare, que va ser la seva primera professora de dibuix.
Entre 1883 i 1886, va rebre formació de Kazimierz Pochwalski i Józef Siedlecki, i va assistir als cursos superiors per a dones d'Adrian Baraniecki, on els seus professors van ser Hipolit Lipiński i Antoni Piotrowski. L'escola de Baraniecki era la principal alternativa de què disposaven les dones de Cracòvia que desitjaven dedicar-se a les belles arts, ja que la Universitat Jagellònica no va admetre dones fins a 1894.
De 1886 a 1889 va estudiar a l'Acadèmia de Belles Arts de Múnic amb Karl Kricheldorf i Wilhelm Dürr. Allí va desenvolupar les seves habilitats copiant els treballs dels vells mestres disponibles a la Pinacoteca Antiga de Múnic i els quadres de Diego Velázquez de Viena. A Múnic van ser els seus mentors Józef Brandt i Alfred Wierusz-Kowalski. A la capital bavaresa va obrir el seu propi estudi. En 1895 es va fer càrrec de l'escola de pintura de Teodor Hummel. En 1898 es va establir a París.
Boznańska va ser membre de la Societat d'Artistes Polonesos “Art” (Towarzystwo Artystów Polskich “Sztuka"), la francesa Société Nationale des Beaux-Arts, la Societat Polonesa d'Arts i Lletres de París i la Societat Internacional d'Escultors, Gravadors i Pintors de Londres.
Després de la seva primera exposició a la Societat d'Amics de les Belles Arts de Cracòvia, va fer-ne unes altres a Polònia, la resta d'Europa i els Estats Units: a Berlín (1892, 1893, 1913), Múnic (1893), Praga, Londres, París (1896), l'Institut Carnegie de Pittsburgh (1901, 1906, 1907, 1920-28), Viena (1902, 1908), Amsterdam (1912) i Venècia (1910, 1914, 1938).
El Museu Nacional de Cracòvia va adquirir la seva primera obra de Boznańska al 1896, el Retrat del pintor Paweł Nauen. Aquest mateix museu va rebre el llegat de la pintora després de la seva mort. El 1960 va organitzar una gran exposició de la seva obra.

## Guardons
Va rebre diversos premis, entre els quals la medalla d'or de l'exhibició internacional de Múnic (1905), la Legió d'Honor (1912), el Grand Prix de l'Exposició de París de 1939, i l'Ordre Polònia Restituta (1938).

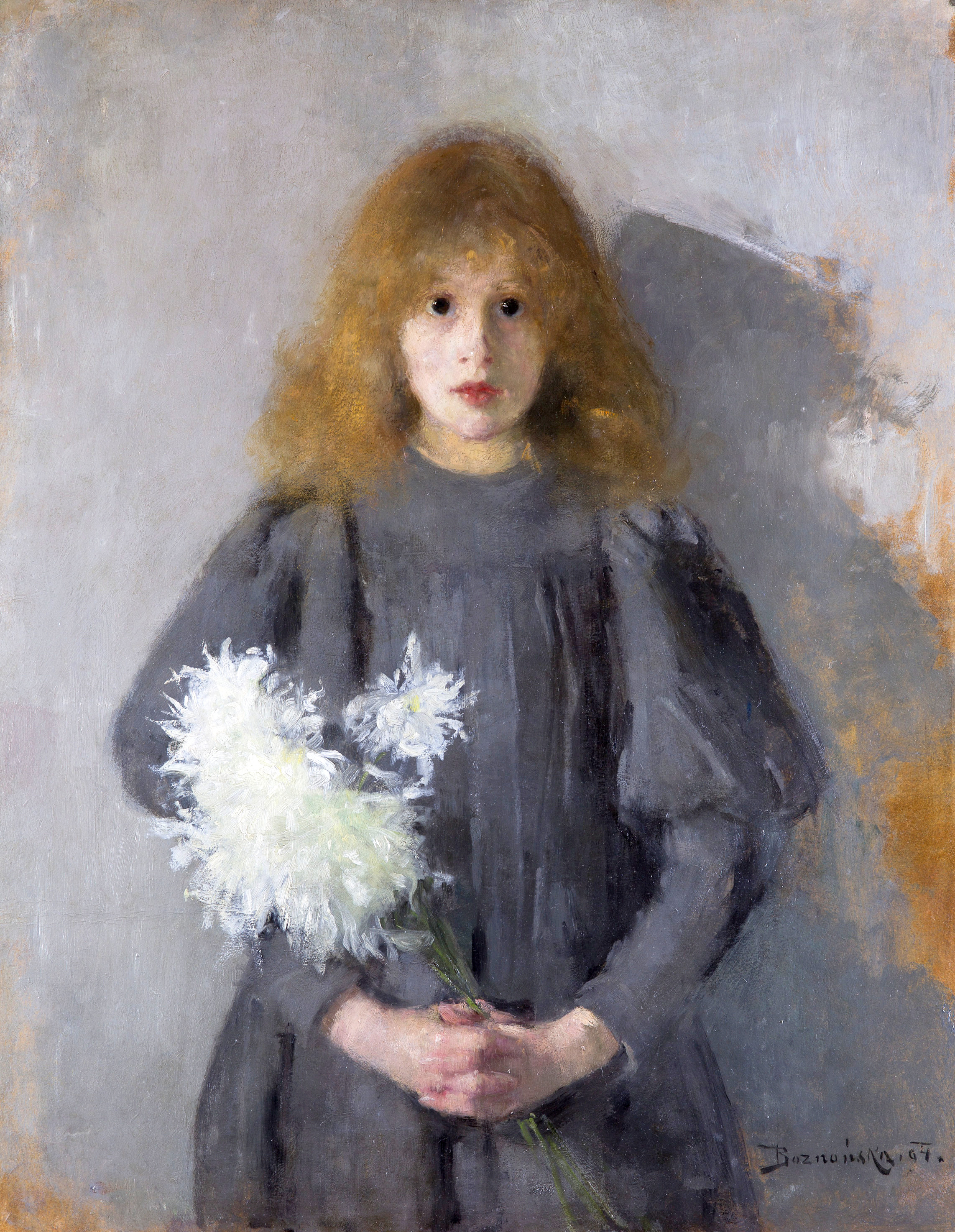
Nena i crisantems, 1894

## Estil
L'obra de Boznańska està fortament influïda per les pintures refinades de James McNeill Whistler i per l'estil lliure de Edouard Manet i Wilhelm Leibl, artistes que combinen el realisme amb l'impressionisme. En el seu període muniqués va pintar retrats de cos sencer de gran format. Va ser llavors quan va definir la seva paleta de colors, reduint-la als foscos, dominats per marrons, verds, grisos i negre, amb el blanc i el rosa fent de contrapunt. La seva temàtica se centrava en els retrats, encara que també incloïa naturaleses mortes, interiors i alguns paisatges. En els retrats es manifesta la influència de Whistler: retrats intimistes en línia amb el retrat expressiu modernista. Les seves pintures se centren en els rostres dels models, reflectint les seves emocions i trets. Prestava especial atenció a les mans.

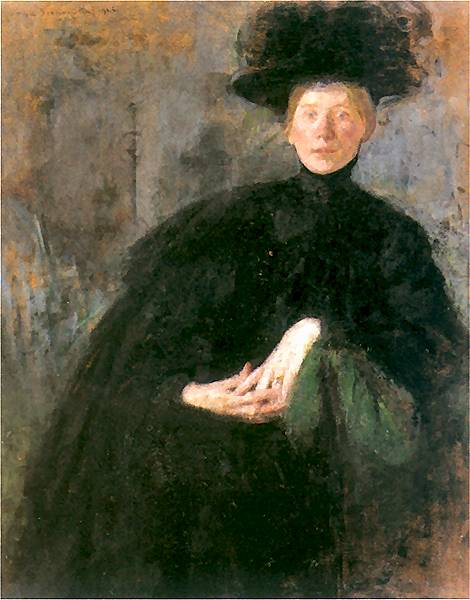
Dona de negre (1906)

En els seus retrats de maduresa emfatitza l'espiritualitat dels seus models que, eteris i desmaterialitzats, són psicològicament expressius. Les pinzellades dinàmiques i els colors vibrants produeixen l'efecte d'estrènyer i aplanar l'espai. Els seus retrats inclouen tant adults com nens, gent en actitud solemne o amb el pensament perdut. també fa en aquest període autoretrats, que revelen l'efecte del pas del temps en les faccions i l'actitud de la pintora.
En el seu període parisenc va produir un bon nombre d'excel·lents esbossos de gent en espais interiors, que transmeten un sentiment d'intimitat, malenconia i concentració que es reforça per l'estreta gamma de marrons i grisos que fa servir, avivats per punts de blanc i vermelló. Al seu torn, les seves naturaleses mortes, algunes gairebé abstractes, es caracteritzen per l'esquematisme de les formes, les pinzellades nervioses, els colors brillants, una sofisticada harmonia de colors i un hàbil ús del color natural del fons de cartó.

## Obra
- Retrat d'un nen amb uniforme de gimnàs, Ca. 1890.[4]
- En l'hivernacle, 1890.[4]
- Nena i crisantems, 1894.[4]
- Retrat del pintor Paweł Nauen, 1893.[4] Aquesta obra va ser premiada amb la medalla d'or en l'Exposició de Viena.[5]
- Anemones, 1901.[4]
- Retrat de Feliks Jasieński,1907.[4]
- Autoretrat, ca. 1906-7.[4]
- Naturalesa morta amb gerro, 1918.[4]